# Амазонський парк Гвіани
Амазонський парк Гвіани (фр. Parc amazonien de Guyane) є найбільшим національним парком Франції мета, якого захист частини амазонських лісів, розташованих у Французькій Гвіані. Парк охоплює 41% регіону Французької Гвіани. Це найбільший парк у Франції, а також найбільший природний парк у Європейському Союзі  та один із найбільших національних парків у світі.
До нього неможливо потрапити з узбережжя або будь-яким іншим способом, окрім літака чи піроги через річки Мароні та Ояпок.

Територія, що охороняється, займає близько 33,900 км² тропічного лісу. Однак суворий режим охорони стосується лише 20,300 км² лісу. Решта 13,600 км² має обмежений статус охорони, оскільки там проживають корінні народи, яким дозволено полювання, видобуток золота та інша господарська діяльність. Парк примикає до кордону із Бразилією, де знаходиться Національний парк Тумукумаке. Разом ці два парки охоплюють 38,800 км² амазонського лісу із повним режимом охорони.

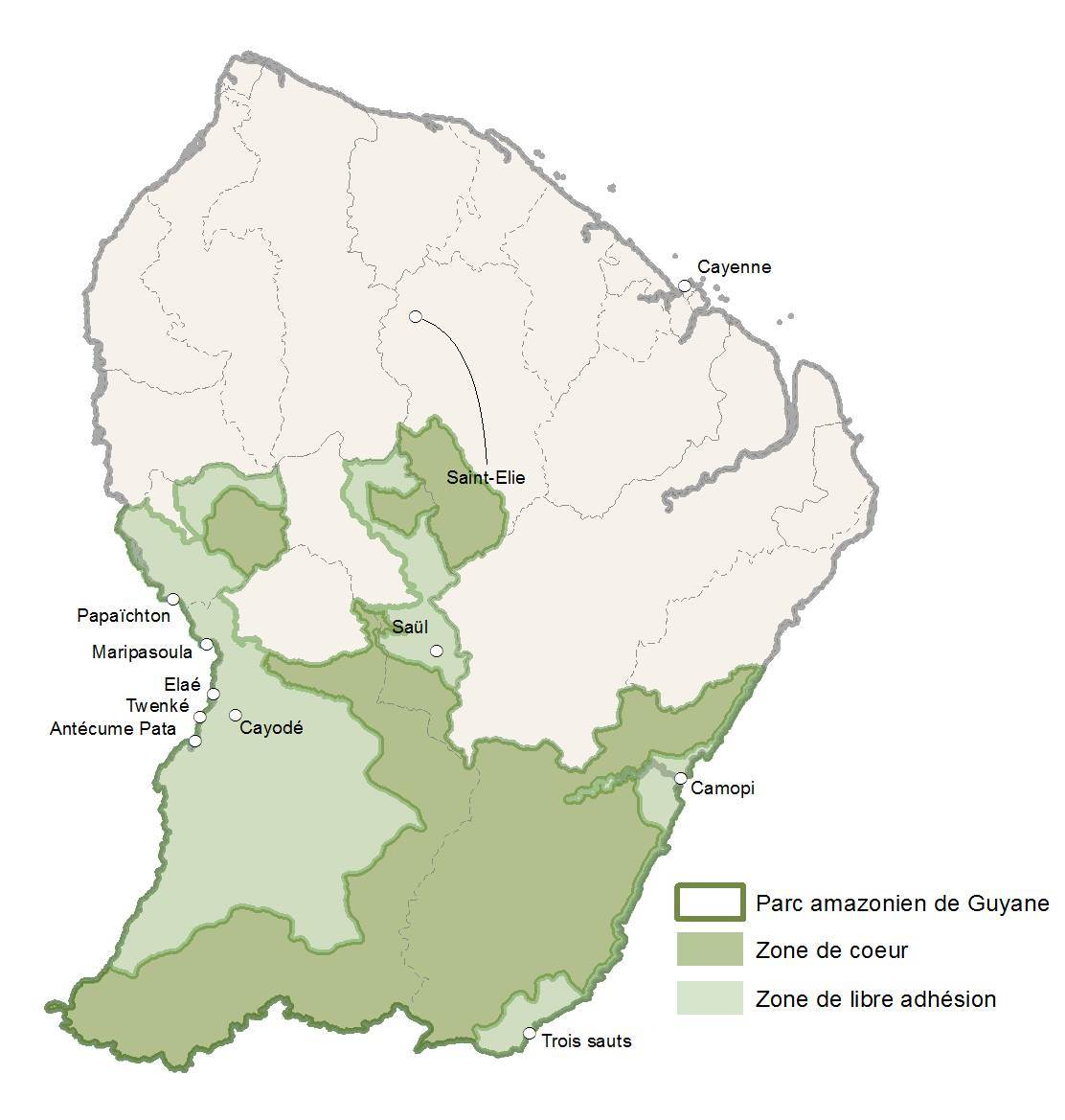
Площа парку

Парк був заснований на територіях, що належать до комун Camopi, Maripasoula, Papaïchton, Saint-Élie і Saül.
Як і інші національні парки Франції, парк знаходиться під наглядом Французького офісу біорізноманіття.

## Історія
Проект національного парку у Французькій Гвіані був ініційований 4 червня 1992 року у рамках саміту Землі в Ріо-де-Жанейро в 1992 році.

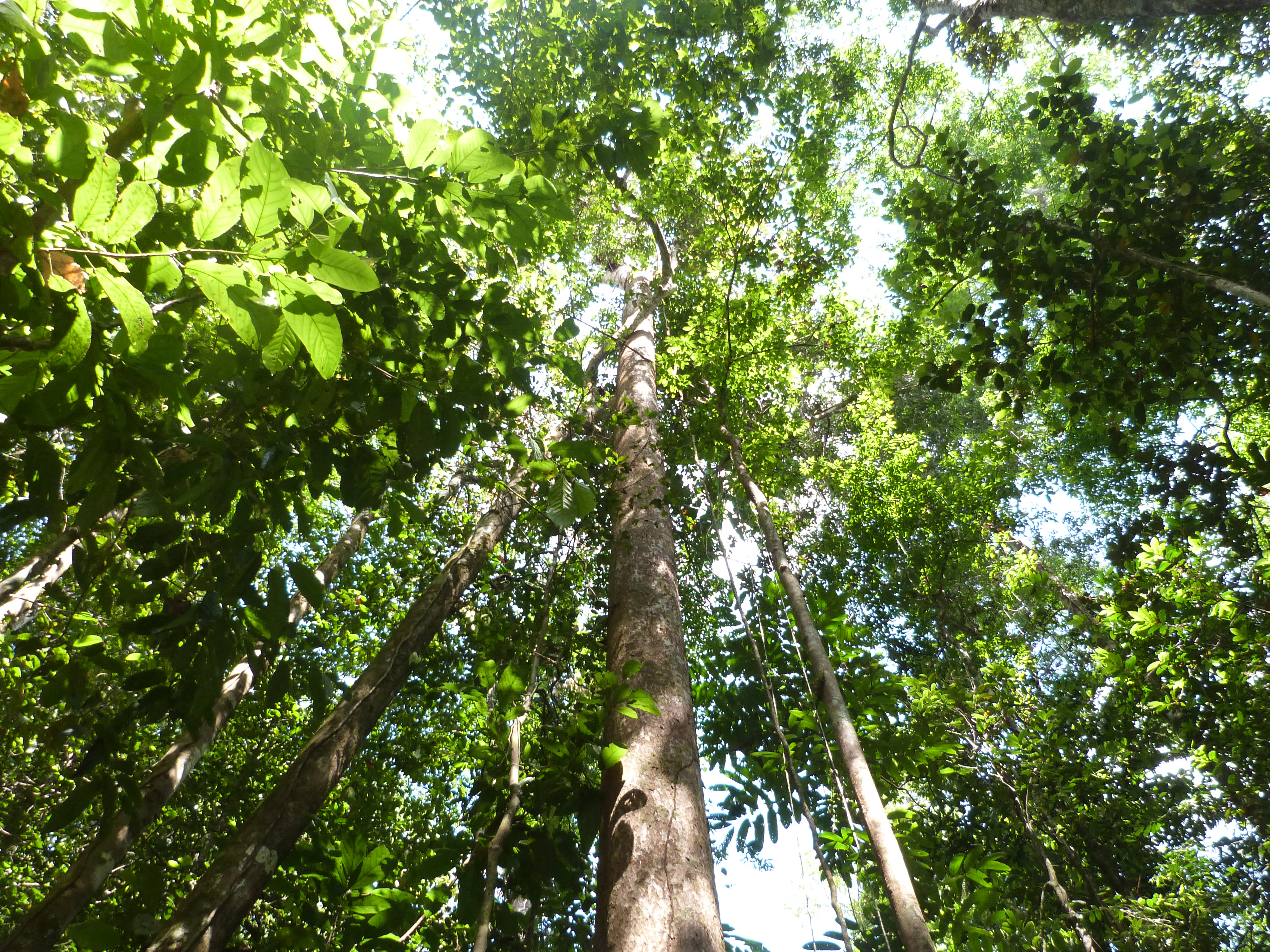
Полог лісу

Проте створення парку зайняло багато часу, кілька разів проект парку відхиляли, через не згоду місцевої влади та корінного населення. Створення парку набуло чинності указом від 28 лютого 2007 року.

## Тваринний світ
У парку нараховується 90 видів земноводних, 133 рептилії, 520 птахів і 182 види ссавців (у тому числі багато видів кажанів) і понад 200 видів прісноводних риб.

#### Примати

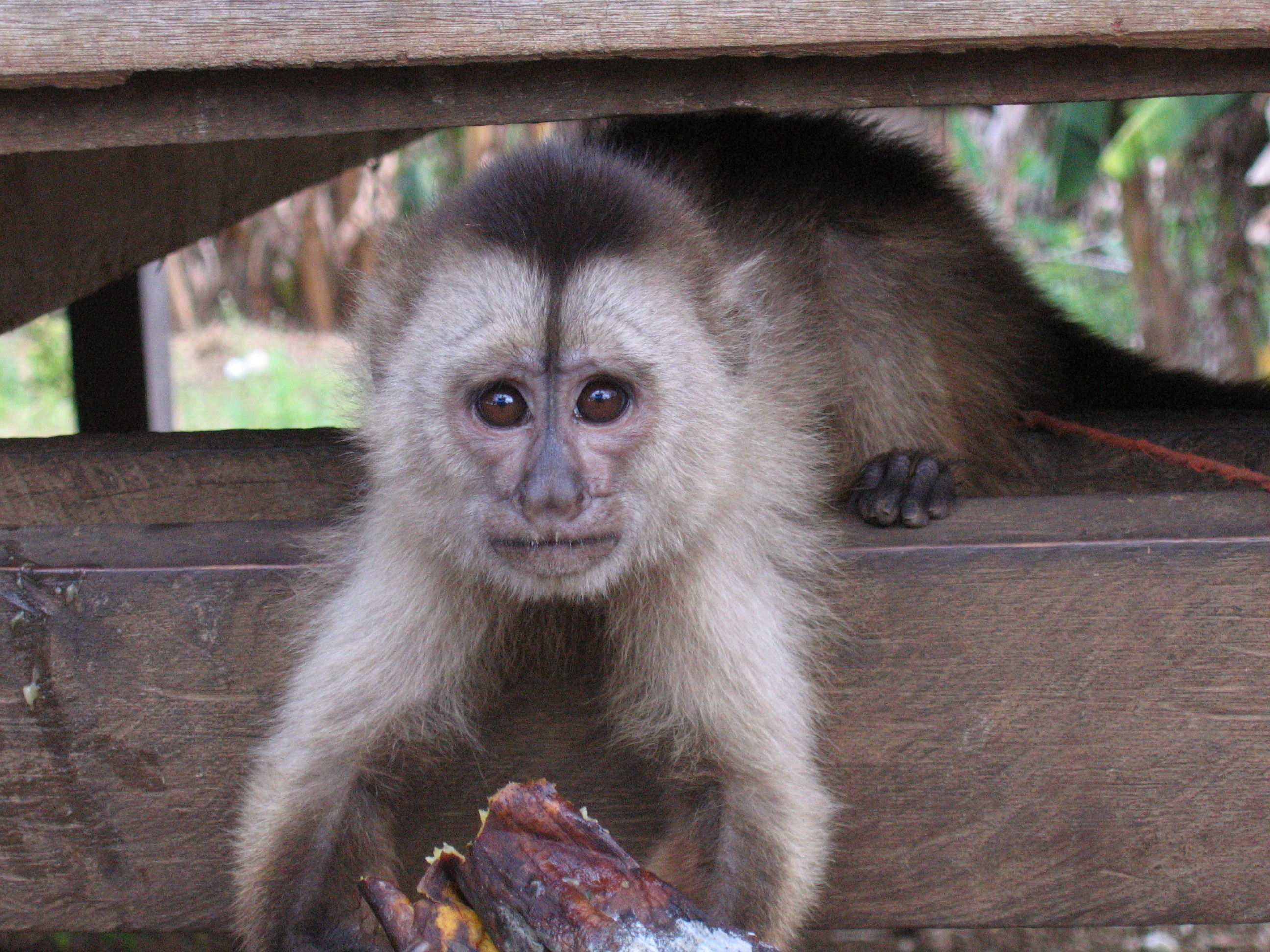
Капуцин клиноподібний
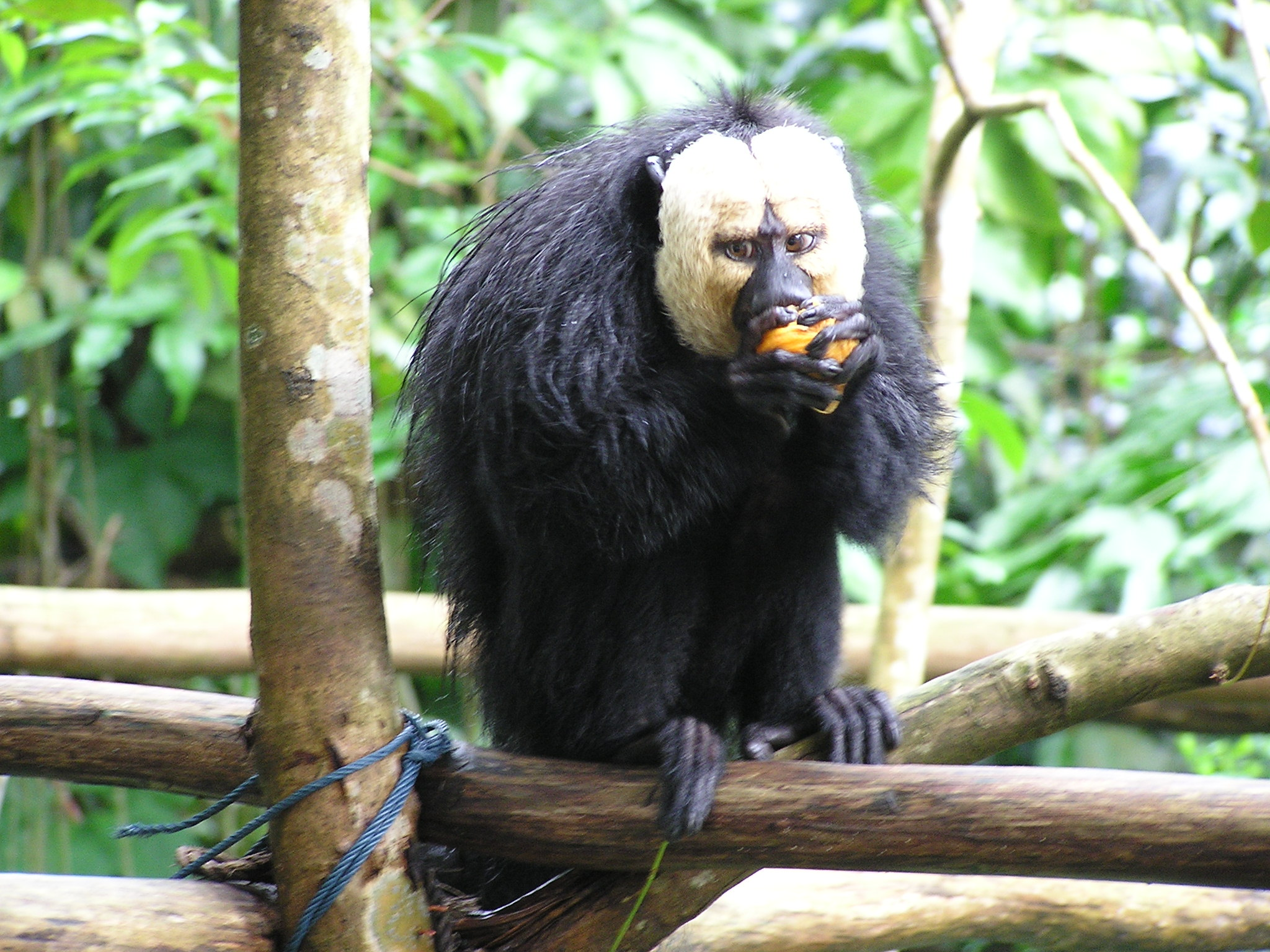
Білолиций саки
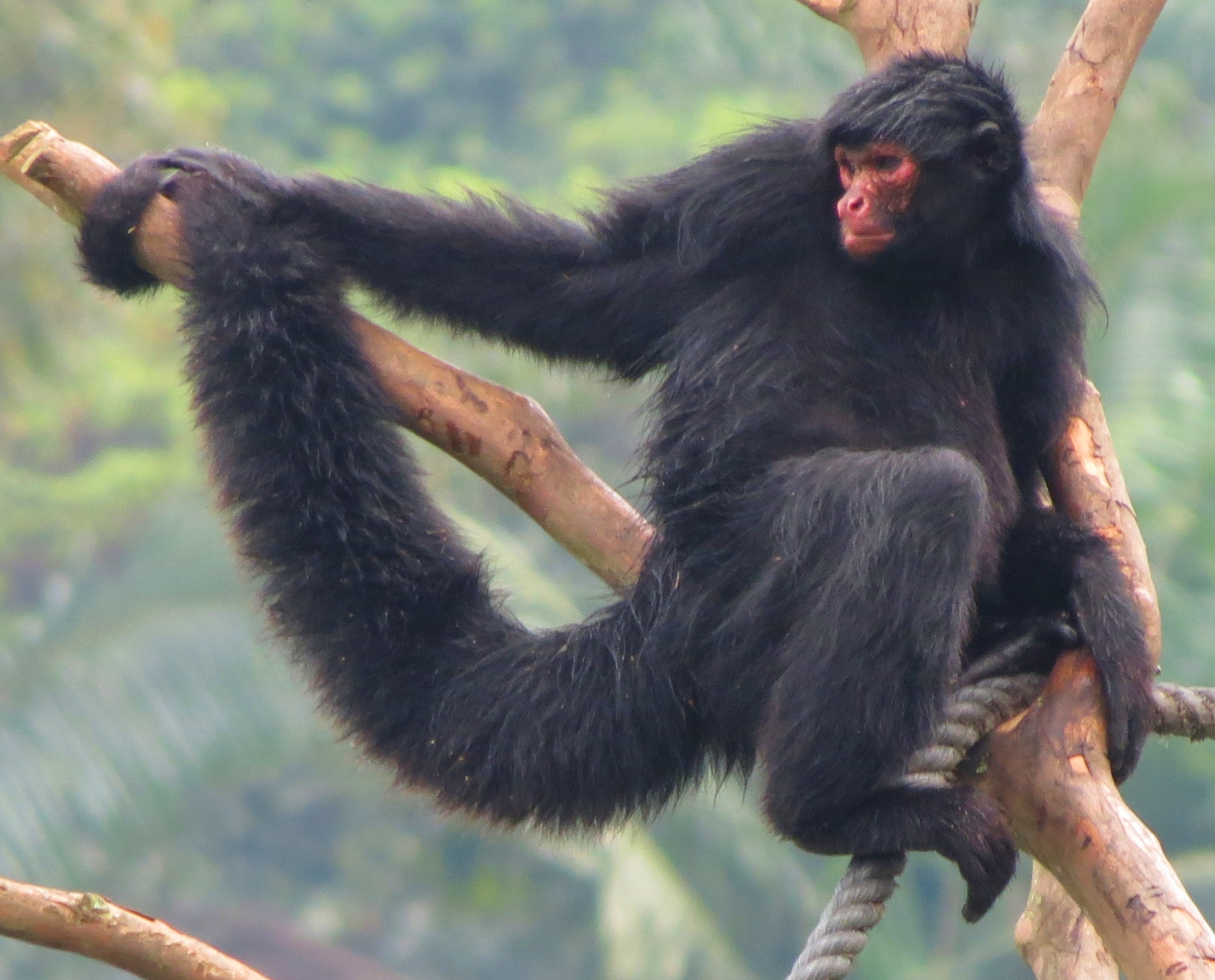
Червонолиця павукоподібна мавпа

У парку є кілька видів приматів, у тому числі гайанський червоний ревун (Alouatta macconnelli), капуцин ( Cebus olivaceus ), капуцин чубатий ( Sapajus apella ), білолиций сакі ( Pithecia pithecia ), золотолапий тамарин ( Saguinus midas )., і червонолиця павукоподібна мавпа ( Ateles paniscus ).

#### Опосуми
Види опосумів включають голохвого шерстистого опосума (caluromys philander), гвіанського біловухого опосума (didelphis imperfecta), опосума звичайного (didelphis marsupialis), опосума мишачого шерстистого (marmosa demerarae), мишачого опосума Ліннея (marmosa murina), тонкого опосуму (marmosops parvidens), стрункого опосуму Пінхейро (marmosops pinheiroi), бурого чотириокого опосума (metachirus nudicaudatus), туанського короткохвостого опосума (monodelphis touan), сірого чотириокого опосума ( опосум філандер), водяного опосума (chironectes minimus), щіткохвостого опосума (glironia cf. venusta), мишачого опосума Каліновського (Hyladelphys kalinowskii) і рудого мишачого опосума (Marmosa lepida).

#### Хижаки

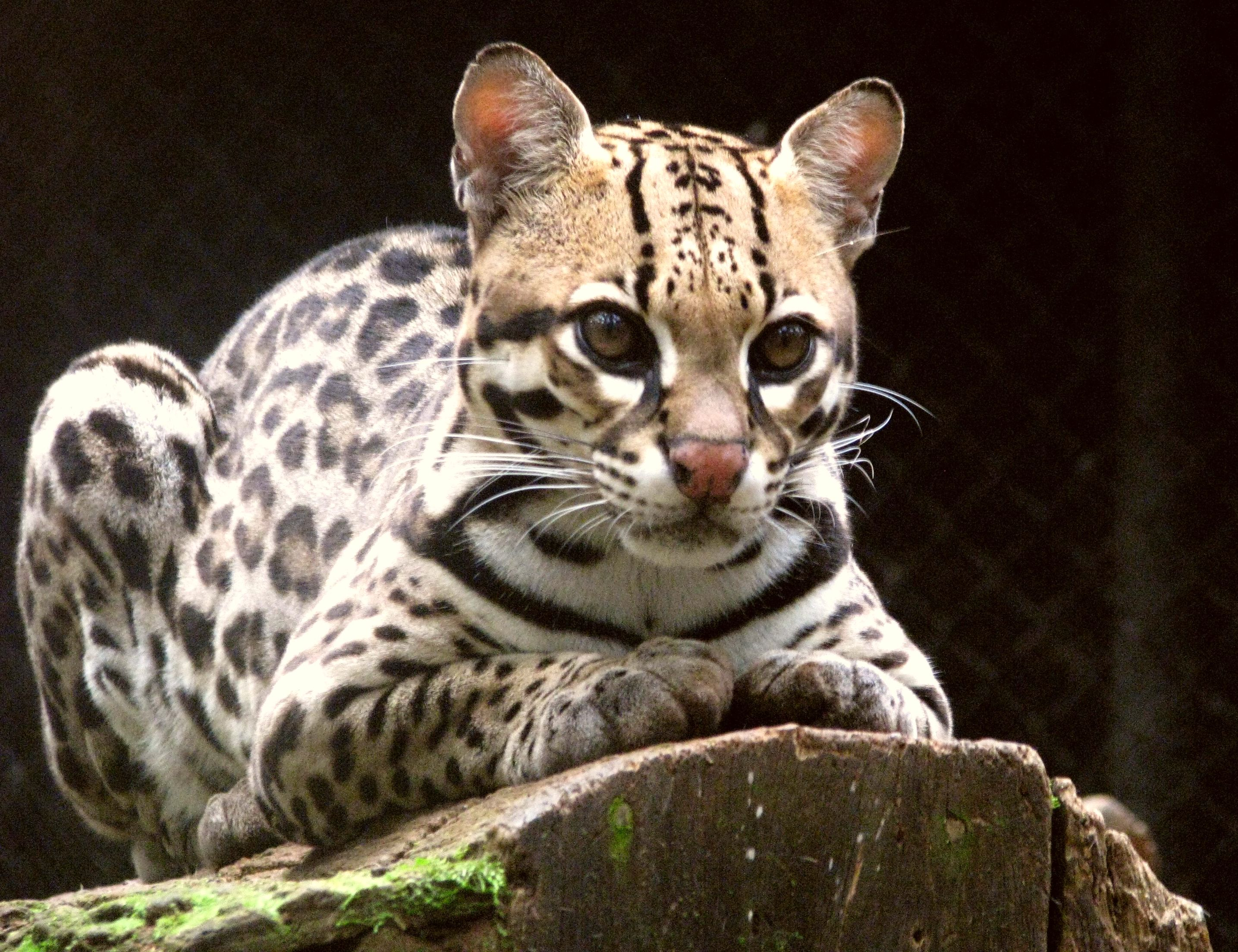
Оцелот
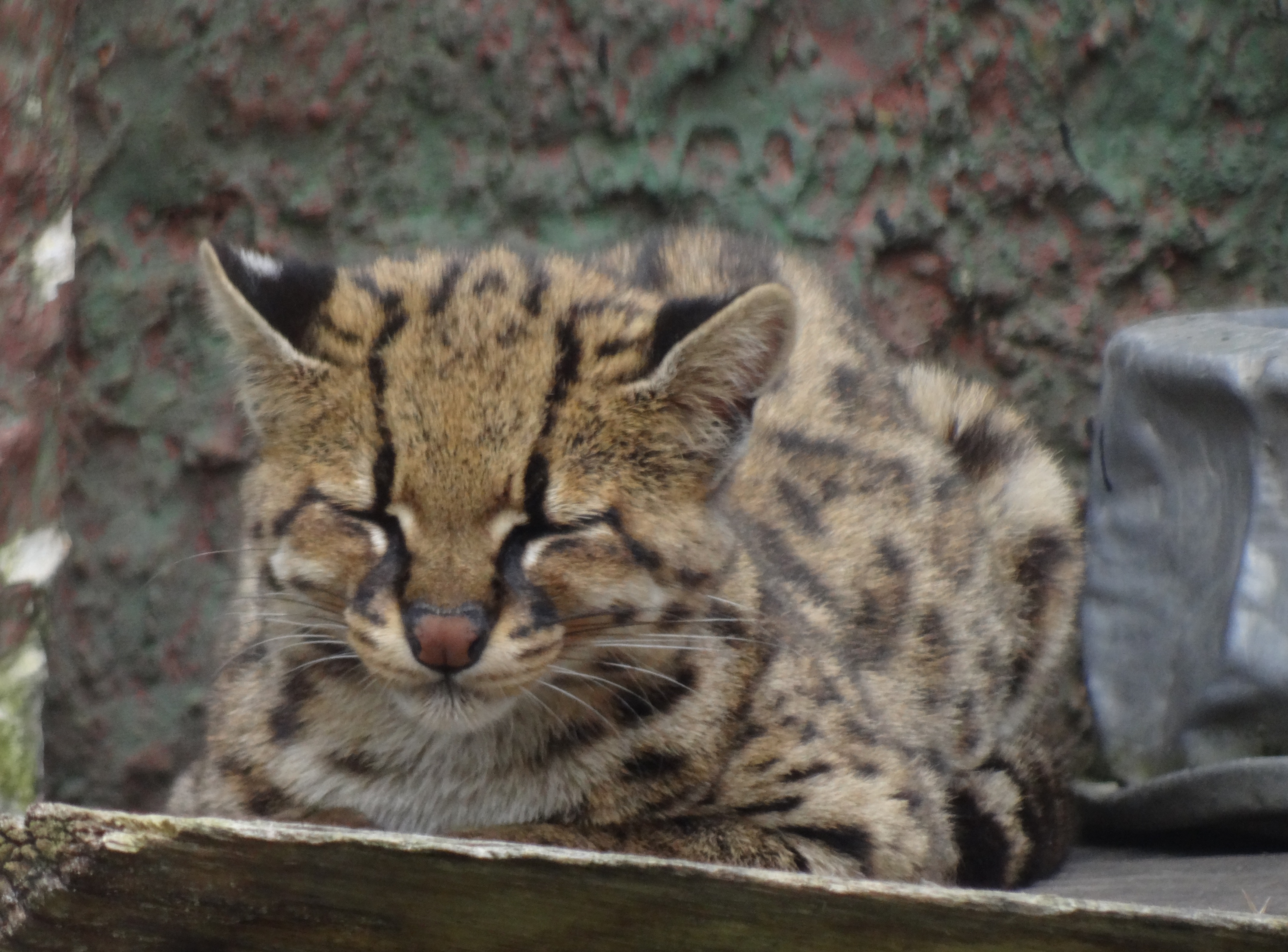
Маргей
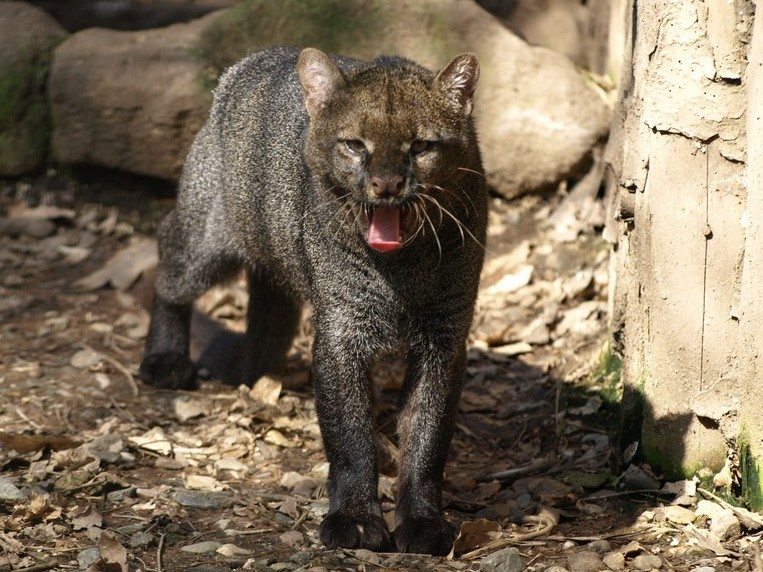
Ягуарунді

У парку зустрічається багато жижаків, у тому числі ягуар, пума, оцелот (Leopardus pardalis), маргай (Leopardus wiedii), ягуарунді (Herpailurus yagouaroundi) і чагарникова собака (Speothos venaticus).
З куницевих зустрічаються тайра (Eira barbara), великий гризон (Galictis vittata) і неотропічна річкова видра ( Lontra longicaudis ). 

В парку зустрічаюється кілька видів єнотоподібних: південноамериканські коаті (Nasua nasua), кінкажу (Potos flavus) і єнот-крабоїд (Procyon cancrivorus).

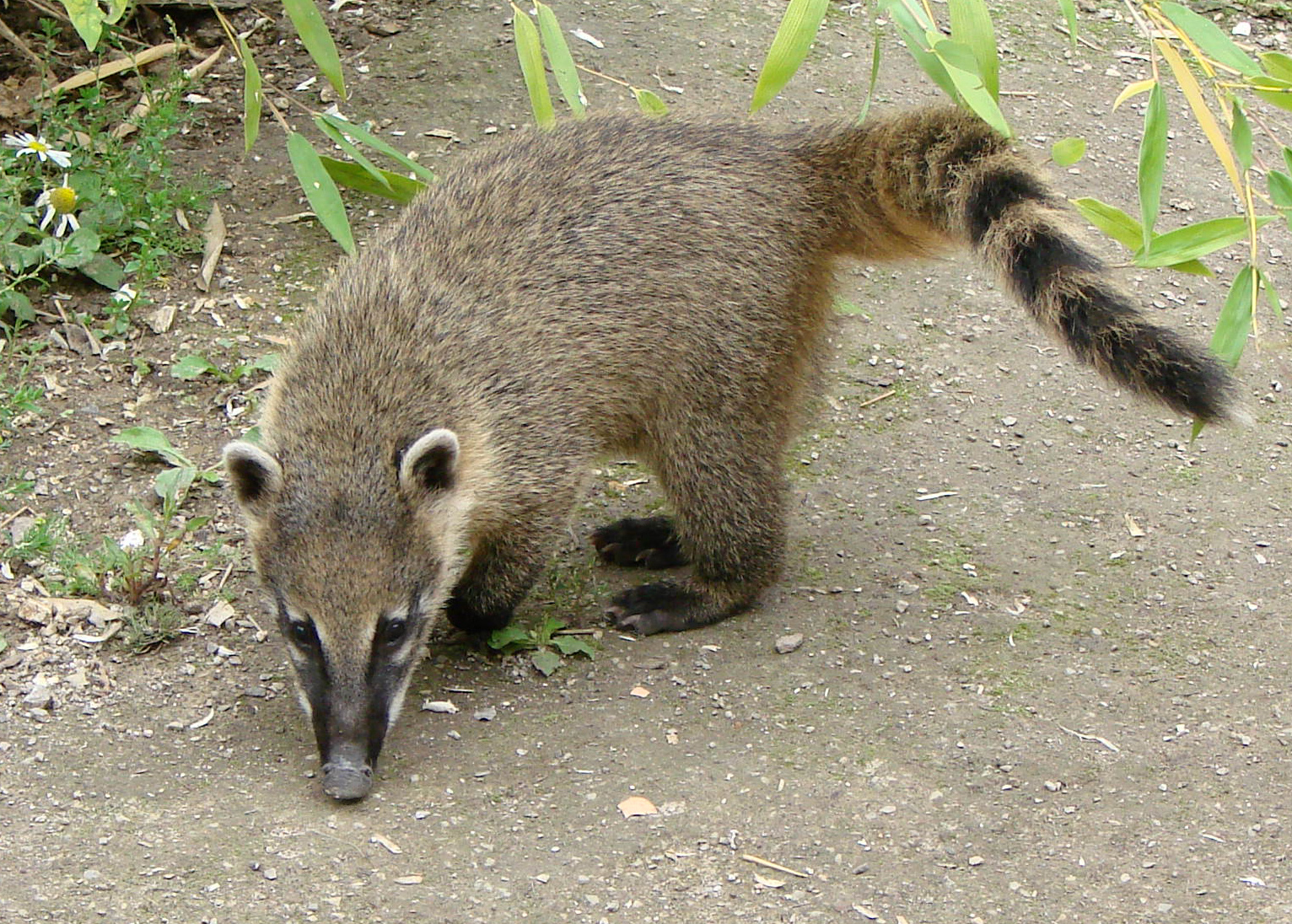
Коаті або (носуха)
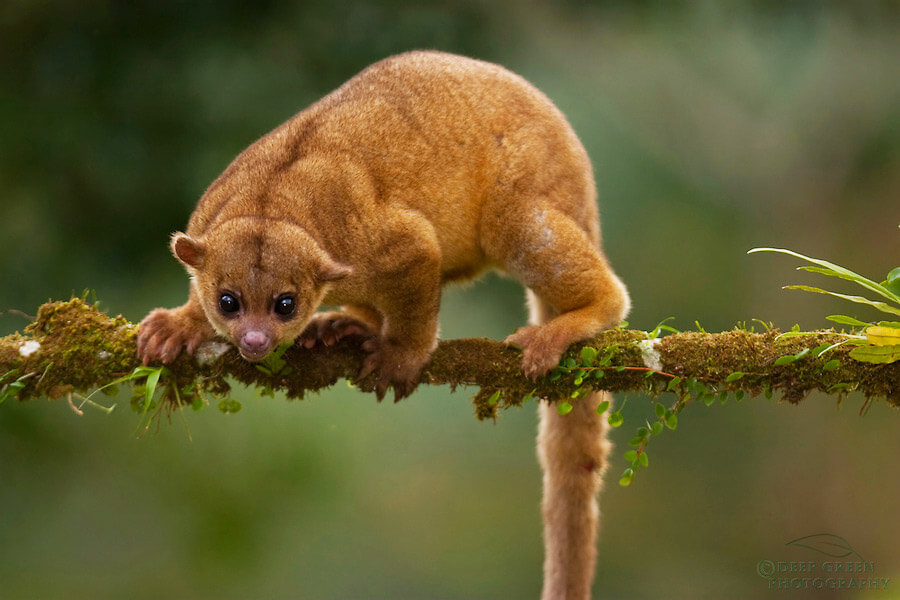
Кінкажу
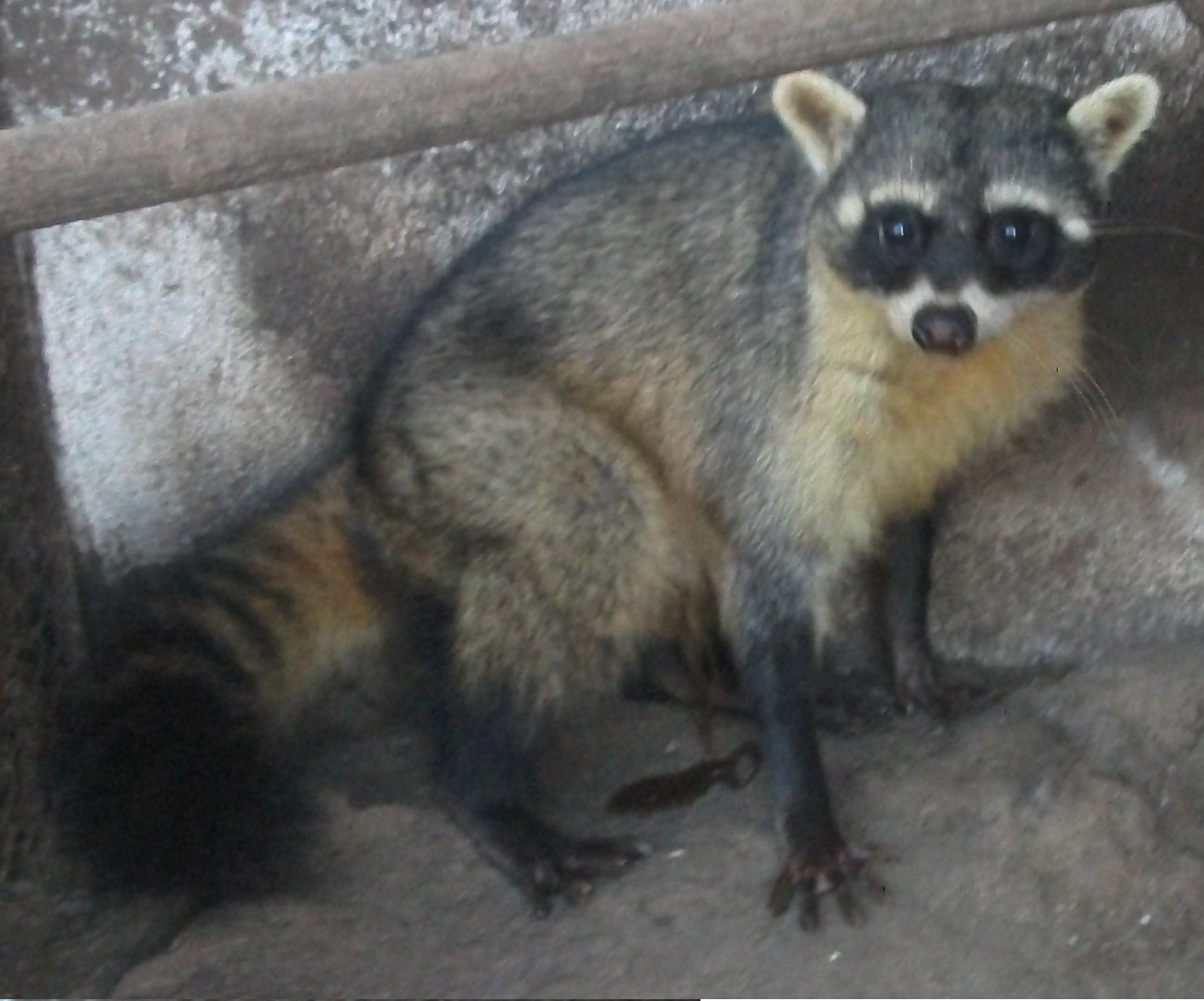
Єнот-крабоїд

#### Дикобрази
До дикобразів парку належать чорнохвостий волохатий карликовий дикобраз (Coendou melanurus) і бразильський дикобраз (Coendou prehensilis).

#### Броненосці
Зустрічаються броненосець великий довгоносий (Dasypus kappleri), броненосець дев'ятиполосий (Dasypus novemcintus) і броненосець гігантський (Priodontes maximus).

#### Мурахоїди
В парку можна побачити всіх трьох мурахоїдів Південної Америки: шовковистого мурахоїда (Cyclopes didactylus), гігантського мурахоїда (Myrmecophaga tridactyla) і південного тамандуа (Tamandua tetradactyla).

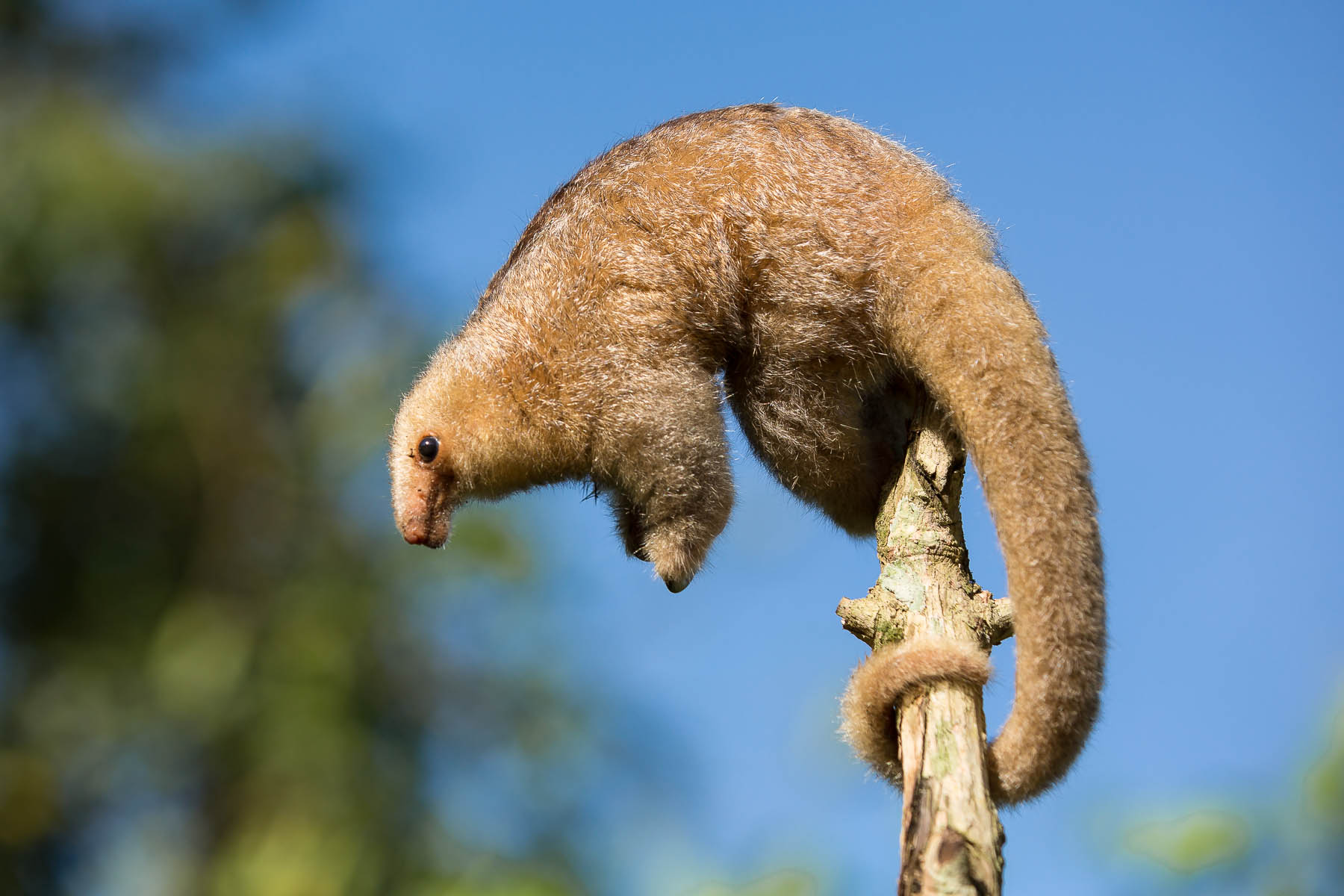
Шовковистий мурахоїд
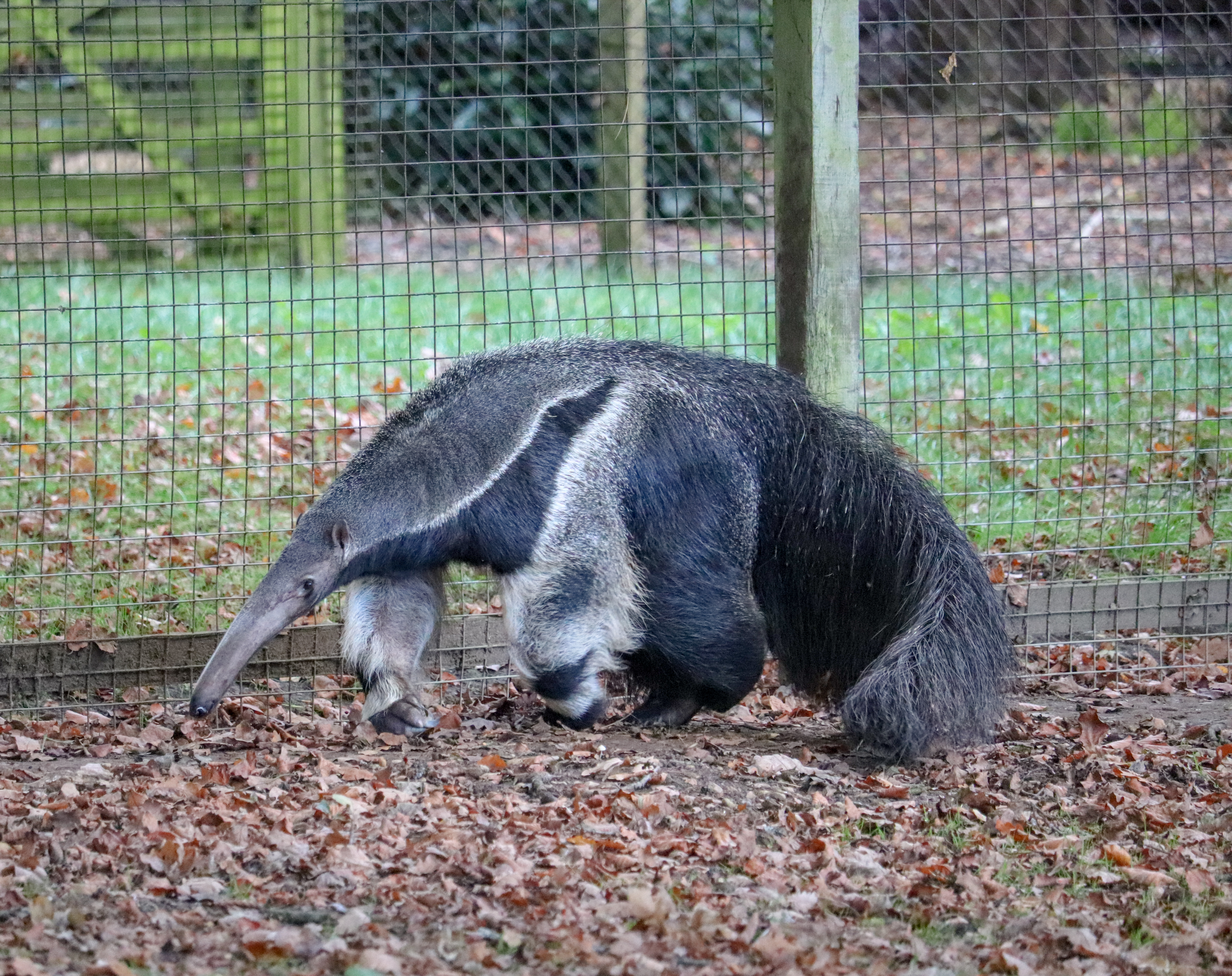
Гігантський мурахоїд
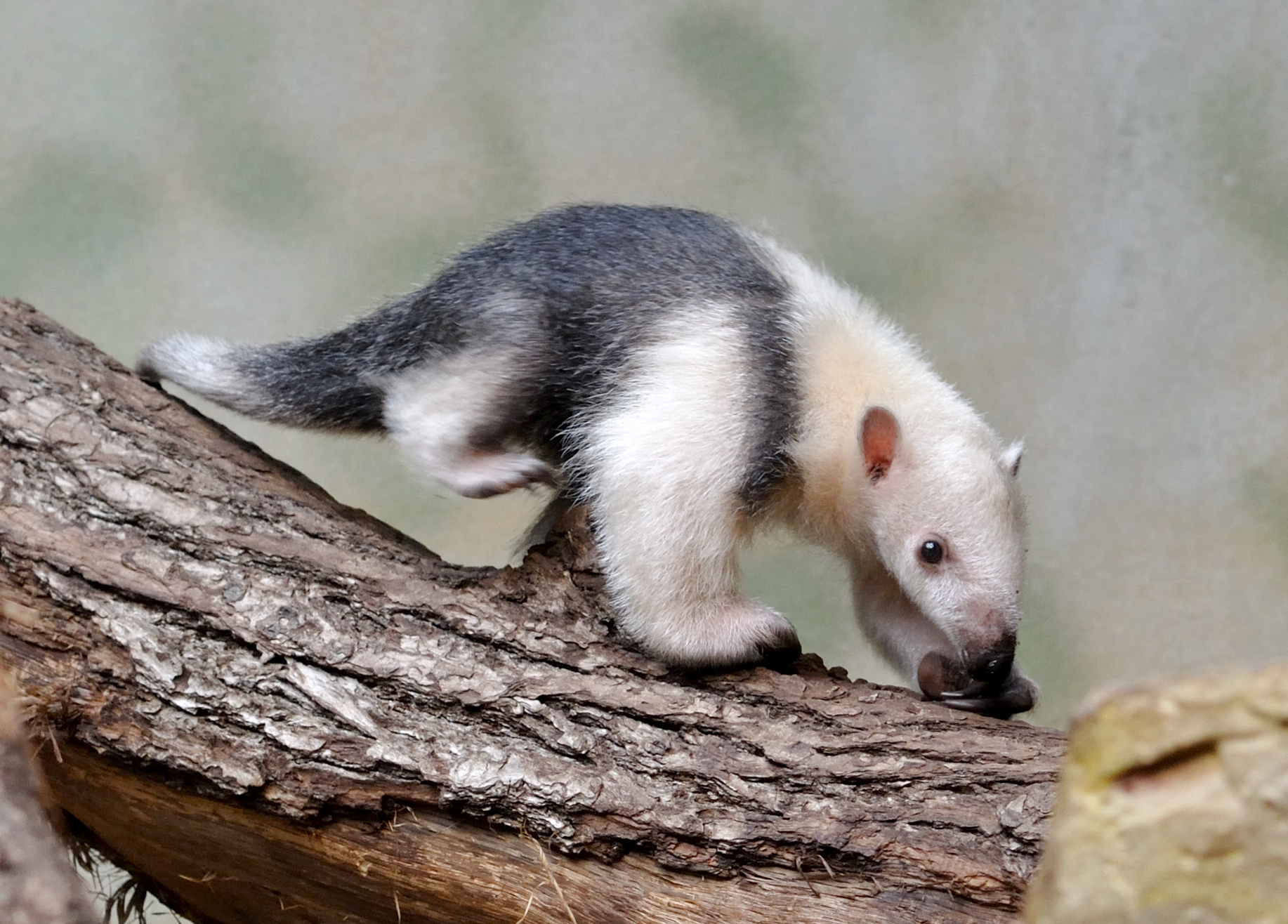
Південна тамандуа

#### Кажани
У Французькій Гайані налічується понад 100 видів кажанів. Ці кажани відіграють важливу роль у поширенні насіння. Коли рослини, розсіяні кажанами, починають рости, покращуються умови для інших тварин, що розповсюджують насіння, таких як птахи та ссавці, які потім відносять насіння рослин, на ще більшу відстань.

#### Інші ссавці
Інші ссавці в парку включають комірного пекарі (Dicotyles tajacu), американську мазаму (Mazama americana), амазонську мазаму (Mazama nemorivaga), гвіанську білку (Sciurus aestuans), неотропічну білку-пігмея (Sciurillus pusillus), капібару (Hydrochoerus hydrochaeris), червоного агуті (Dasyprocta leporina), акучі червоного (Myoprocta acouchy), паку низинного (Cuniculus paca), лінивця трипалого (Bradypus tridactylus), лінивця двопалого (Choloepus didactylus) і кілька видів гризунів.

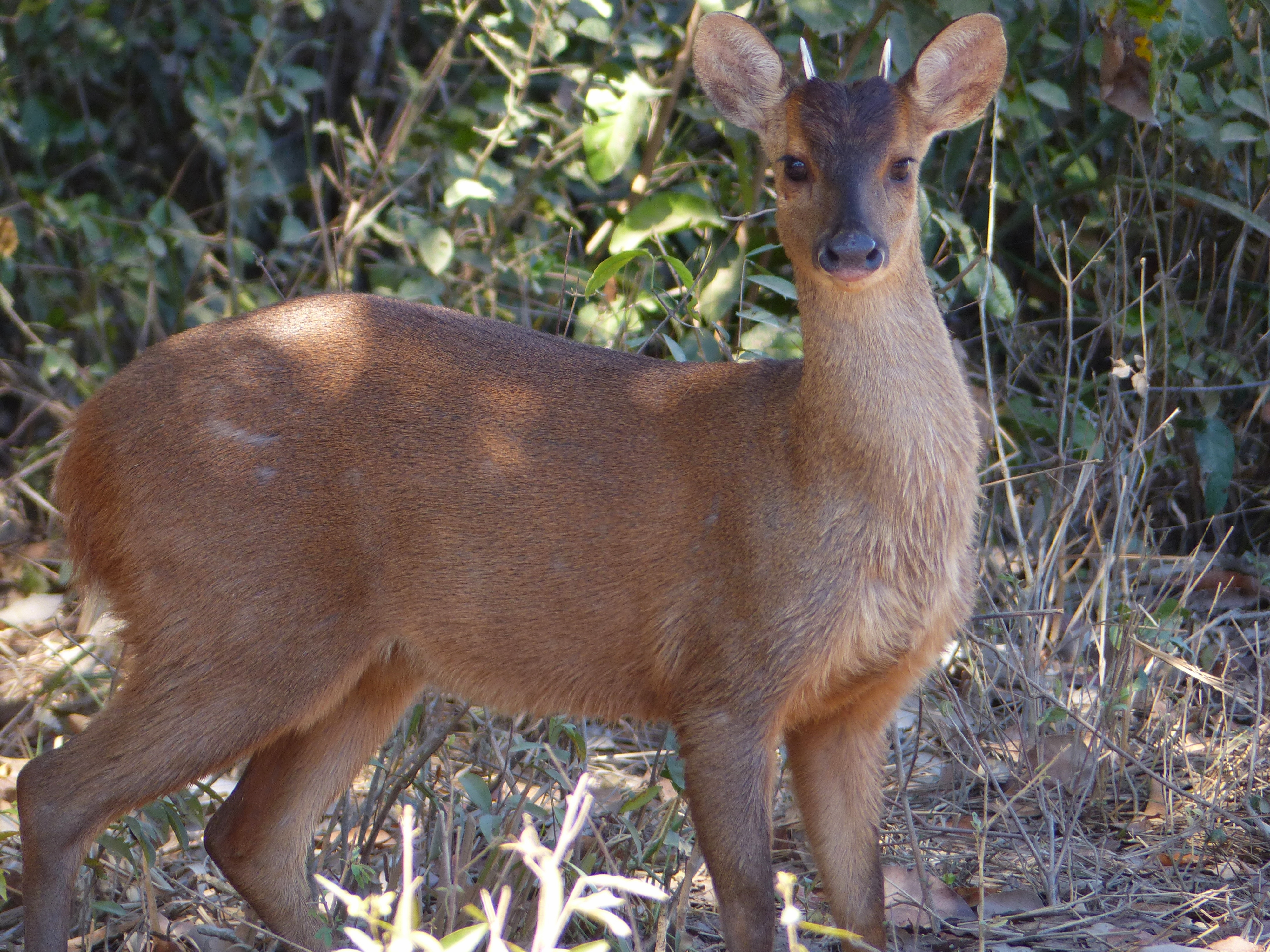
Червоний мазама
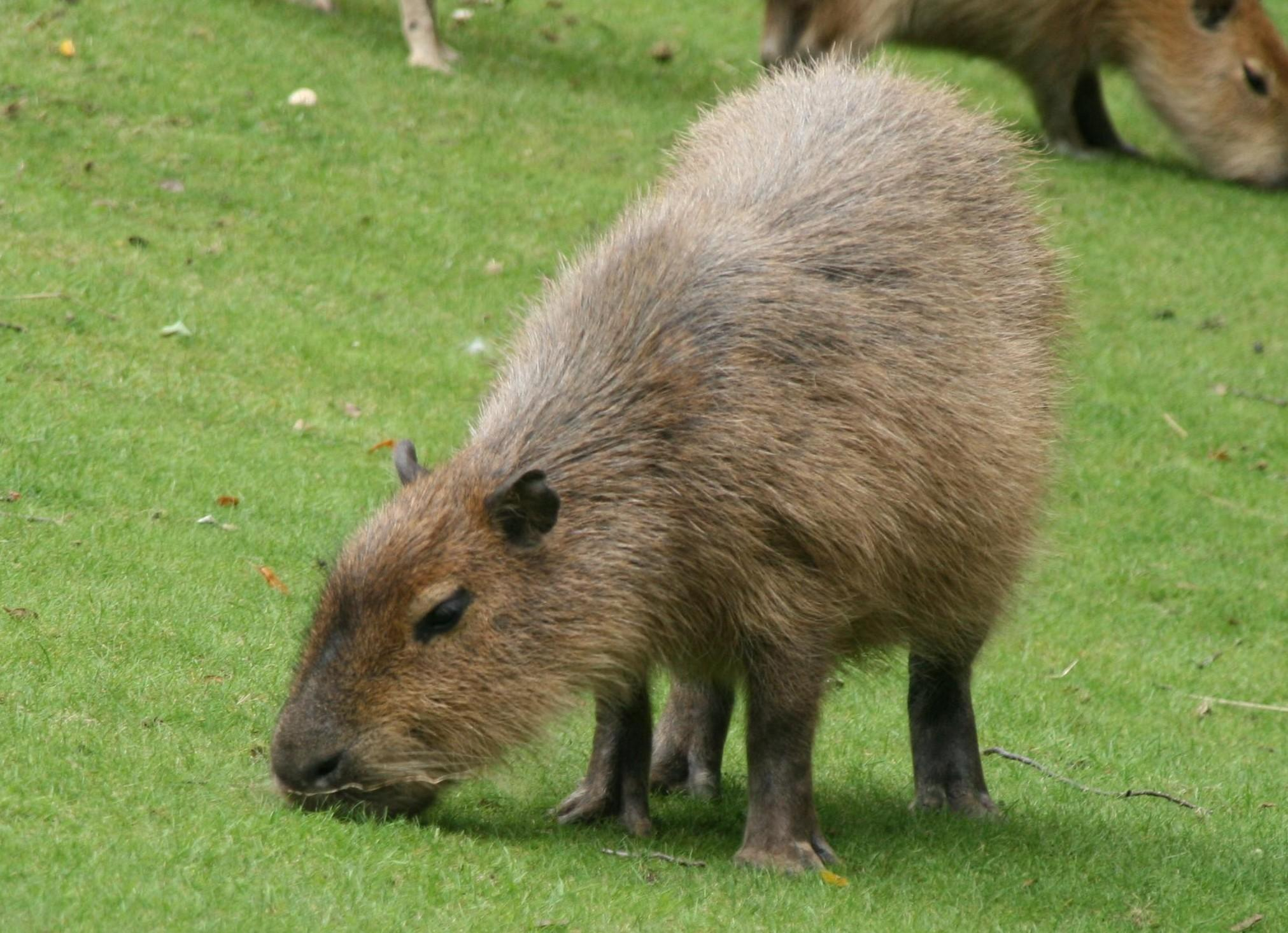
Капібара
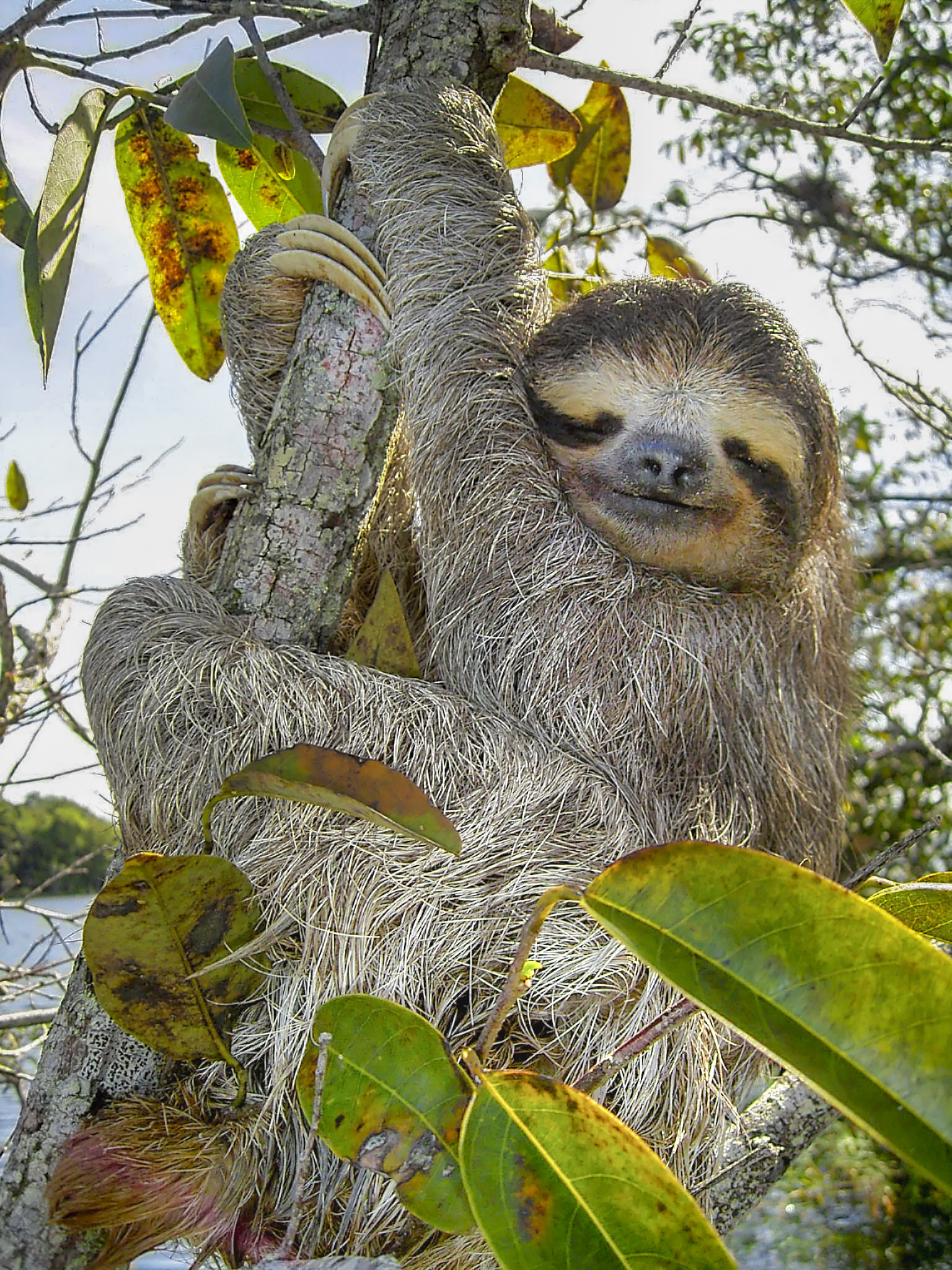
Трипалий лінивець

### Птахи
У Французькій Гайані налічується понад 700 видів птахів, понад 500 з яких помічені в парку. 

## Флора

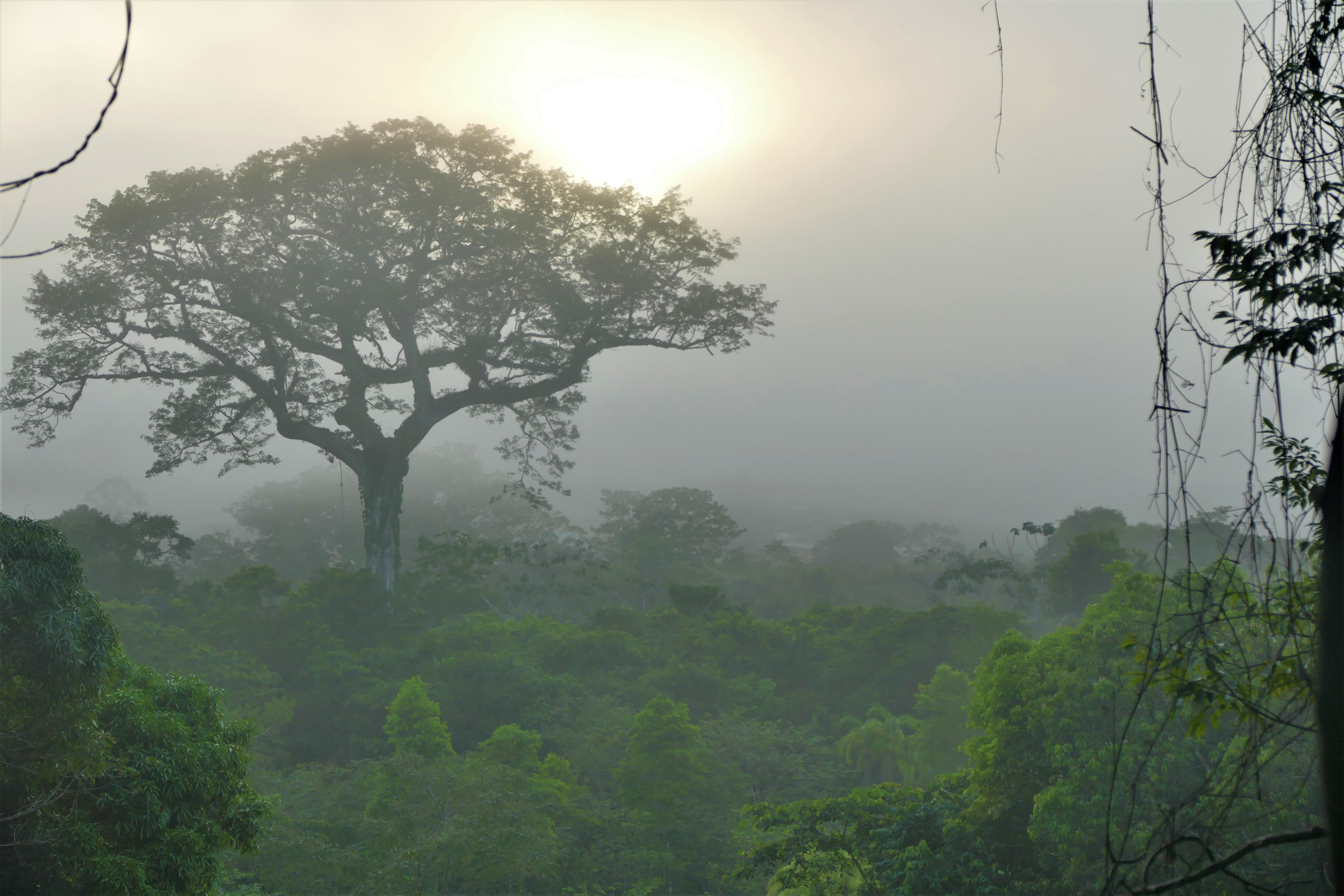
Вид на ліс із Saül

Тропічний ліс займає більшу частину території парку, в ньому зростає від 4000 до 5000 видів судинних рослин (включаючи понад 1000 видів дерев). Найвищі дерева, такі як Hura crepitans і Ceiba pentandra, можуть досягати від 55 до 65 метрів у висоту. Один гектар лісу часто містить більше різних видів дерев, ніж уся флора столичної Франції.

## Туризм

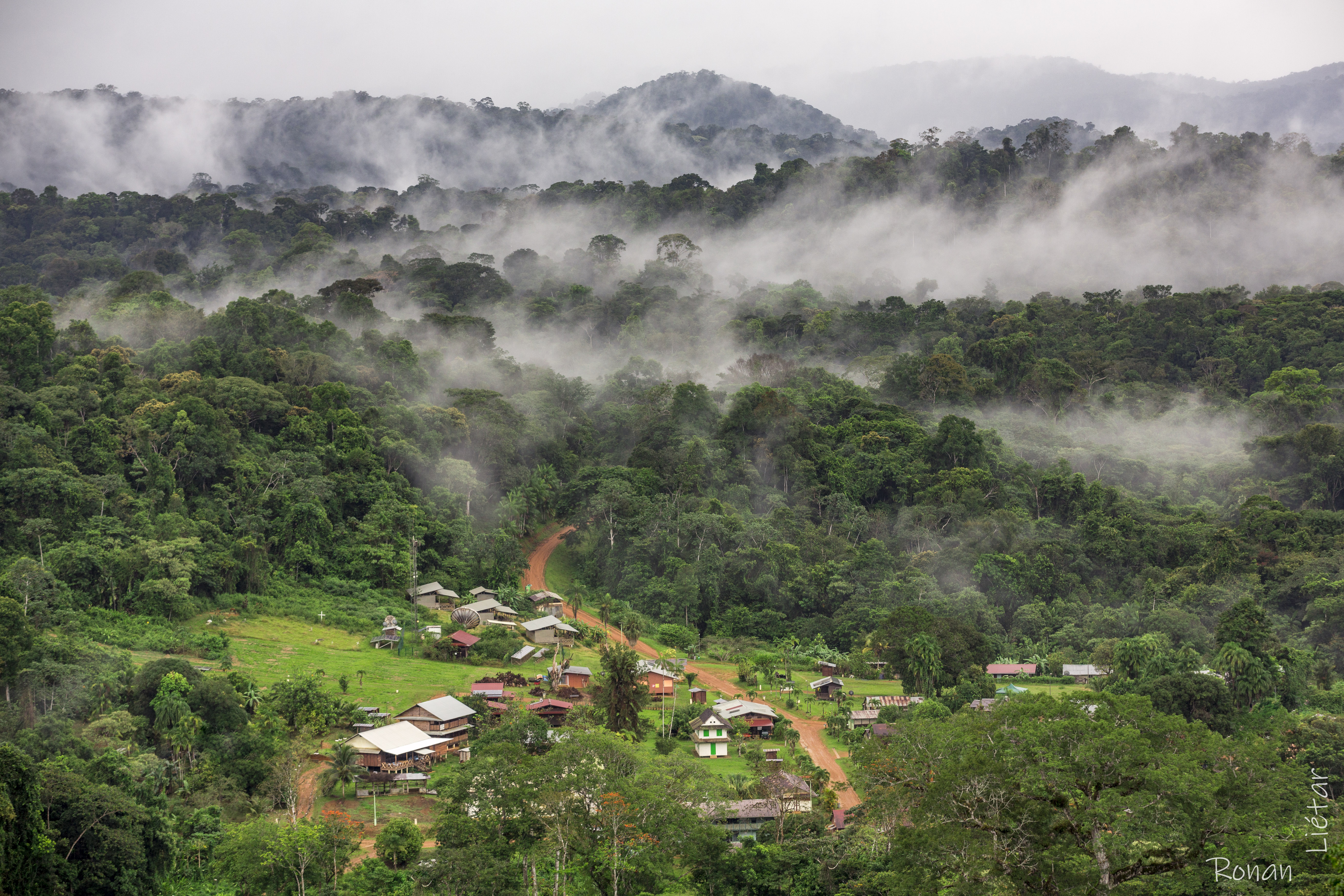
Село Сауль, головний пункт в'їзду для туристів

Парк налічує понад 130 км стежок різного рівня доступності. Біля села Сауль створено 45 км стежок призначених для туристів. У рамках французької програми «Амазонка для всіх» розроблено п’ять маршрутів для відвідувачів з обмеженими можливостями пересування. Існують інші можливості для піших прогулянок і туризму, зокрема стежки, що ведуть до гори Гальбао, острова Сусу-Белла або водоспаду Гобая-Сула. 